# Wingecarribee Dam
Wingecarribee Dam är en dammbyggnad i Australien. Den ligger i regionen Wingecarribee och delstaten New South Wales, i den sydöstra delen av landet, omkring 100 kilometer sydväst om delstatshuvudstaden Sydney.
Närmaste större samhälle är Bowral, nära Wingecarribee Dam.
I omgivningarna runt Wingecarribee Dam växer huvudsakligen savannskog. Runt Wingecarribee Dam är det glesbefolkat, med 15 invånare per kvadratkilometer. Genomsnittlig årsnederbörd är 1 352 millimeter. Den regnigaste månaden är februari, med i genomsnitt 211 mm nederbörd, och den torraste är juli, med 36 mm nederbörd.